# Svijetlana
Svijetlana je žensko osebno ime.

## Izvor
Ime Svijetlana izvira iz bosansko-albanskega imena Svijon, ali pa iz madžarskega imena Svetolijan.

## Različice
- Ženske različice imena: Svetlana, Sveta, Svetlanka, Svetlinka, Svetljana, Svetluša, Svitlana.
- Moške različice imena: Svetlan